# Fachverkäufer im Lebensmittelhandwerk (Konditorei)
Die dreijährige Ausbildung zum Fachverkäufer im Lebensmittelhandwerk ist ein anerkannter Beruf im dualen Ausbildungssystem.  

## Tätigkeitsbereich
Fachverkäufer im Lebensmittelhandwerk mit dem Schwerpunkt Konditorei sind in Konditoreien, Einzelhandelsgeschäften, in der Gastronomie, in Catering-Unternehmen sowie in der Hotellerie tätig. Sie verkaufen Konditoreierzeugnisse, Süßspeisen und Heißgetränke, bedienen und beraten Kunden, präsentieren ihre Waren und halten den Verkaufsraum sauber. 
In der Ausbildungsordnung von 1985 wurde der Beruf noch als Fachverkäufer im Nahrungsmittelhandwerk mit dem Schwerpunkt Bäckerei/Konditorei bezeichnet, seit der Neuordnung der Berufsausbildung 2006 erfolgt die Trennung der beiden Schwerpunktbereiche. 